# Трой Маклохорн
Трой Маклохорн (на английски: Troy McLawhorn) е американски музикант, китарист на алтернативната рок група Еванесънс и бивш китарист на Дарк Ню Дей.
През май 2007 г. Маклохорн заменя китариста основател на Еванесънс Джон Лекомпт и свири с групата от турнето им за албума „The Open Door“, приключило през декември 2007. През това време той е все още част от Дарк Ню Дей, но я напуска в средата на 2008 г. и се присъединява към Сийтър като китарист, свирещ на турнета. След последващия успех на турнетата Маклауърн става основен китарист на групата.
На 12 юни 2011 г. Ейми Лий споделя чрез своя Туитър акаунт, че Трой ще участва в новия албум на групата „Evanescence“ и последващото турне. Така той става официален член.

## Личен живот
Трой е женен за Ейми Маклохорн и има син на име Майкъл.